# Polyblastus pumilus
Polyblastus pumilus är en stekelart som beskrevs av Holmgren 1857. Polyblastus pumilus ingår i släktet Polyblastus och familjen brokparasitsteklar. Arten är reproducerande i Sverige. Utöver nominatformen finns också underarten P. p. trassilvanicus.